# 洞泉寺町
洞泉寺町（とうせんじちょう）は、奈良県大和郡山市の町名。郵便番号は639-1144。

## 歴史
宝永年間内町に編入された枝町で、地子免除の町方である。水野勝成の時代、それまで雑穀町にあった傾城町を洞泉寺町に移し、城下を整備した。
貸座敷数・娼妓数は、1924年（大正13年）には「貸座敷17軒、娼妓200人」である。

## 世帯数と人口
2025年（令和7年）6月30日現在の世帯数と人口は以下の通りである。
| 町丁     | 世帯数 | 人口  |
| -------- | ------ | ----- |
| 洞泉寺町 | 49世帯 | 122人 |

## 地域

### 施設
宗教
- 源九郎稲荷神社
- 浄慶寺（浄土宗） - 本尊「木造阿弥陀如来坐像」は国重要文化財[5]。
- 洞泉寺（浄土宗） - 本尊「木造阿弥陀如来及両脇寺立像」は国重要文化財[6]。
- 大信寺（浄土宗）

教育
- ひばり幼稚園[7][8][9]

## 名所・旧跡
- 洞泉寺遊廓
- 町家物語館（旧川本家住宅） - 「旧川本家住宅」は2014年（平成26年）10月7日に国の登録有形文化財に登録され、2018年（平成30年）1月10日に「町家物語館」として一般公開が開始された[10]。

## 出身人物
- 川本忠雄（フジ運動具店社長[11]、華道衡山流家元）
- 川本増雄（郡山町会議員[12]、貸座敷業[13]、郡山信用金庫専務理事、華道衡山流家元）